# FEARS
「FEARS」（フィアーズ）は、THE RAMPAGE from EXILE TRIBEの通算12枚目のシングルである。2020年9月30日にrhythm zoneから発売された。

## 概要
- 前作「INVISIBLE LOVE」から約5ヶ月ぶり、2020年第三段シングル。「CD+DVD」、「CD」の計2形態での発売。

## 収録曲

### CD
1. FEARS [3:27]
作詞：小竹正人、作曲：南田健吾
  - 佐藤大樹 (FANTASTICS from EXILE TRIBE/EXILE) 出演 東海テレビ・フジテレビ系オトナの土ドラ『恐怖新聞』主題歌[2]
2. LIVIN' IT UP [3:19]
作詞：和田昌哉、作曲：Jakob Mihoubi・Rudi Daouk・Fabian Torsson・Siv Marit Egseth
3. FAST LANE [3:58]
作詞：GASHIMA・川村壱馬、作曲：Ava1anche・Andy Love
4. FEARS (Instrumental)
5. LIVIN' IT UP (Instrumental)
6. FAST LANE (Instrumental)

### DVD
※CD+DVDのみ収録
1. FEARS (MUSIC VIDEO)